# 村井翔
村井 翔（むらい しょう、1955年 - ）は、日本の心理学者。早稲田大学文化構想学部教授。専門はフロイト精神分析学、20世紀オーストリア文学。

## 略歴
愛知県名古屋市出身。
1985年慶應義塾大学大学院文学研究科ドイツ文学専攻修了。

## 著書
- 『わかりたいあなたのための心理学・入門』（別冊宝島編集部編、宝島社文庫、1999年）
- 『作曲家・人と作品 マーラー』（音楽之友社、2004年）

## 訳書
- ヴァルター・デピッシュ『リヒャルト・シュトラウス』（音楽之友社、1994年）
- フーゴー・シュタム『カルトの構図 呪縛のストラテジー』（共訳、青土社、1996年）
- ミハーイ・ホッパール『図説 シャーマニズムの世界』（青土社、1998年）